# جون بيسلي غريني
جون بيسلي غريني (بالفرنسية: John Beasley Greene)‏ هو عالم آثار ومصور فرنسي وأمريكي، ولد في 1832 في لو هافر في فرنسا، وتوفي في 1856 في القاهرة في مصر بسبب سل.